# Органотерапия
Органотерапия — метод лечения вытяжками из тканей органов, а также посредством внутреннего употребления органов в сыром или высушенном виде. Предлагался в конце 19-начале 20 веков различными авторами, однако их результаты зачастую были противоречивы.
Метод лечения «подобного подобным» — способ применения в лечебных целях органов, тканей, клеток и их фрагментов, а также препаратов, полученных из животных (органопрепараты). Принцип органотерапии: вещества, взятые из органов животного, применяются для устранения болезненных явлений, связанных с расстройством функций данного органа у человека. Основатель органотерапии — Броун-Секар, применивший яичковую вытяжку при старческой слабости и других болезнях. Позже стали применять спермин, вытяжку из поджелудочной железы (панкреатин), надпочечных желез, почек (нефрин), мозга (церебрин), щитовидной железы (тиреоидин).